# Liste der Einträge im National Register of Historic Places im Hancock County (West Virginia)
Diese Liste der Einträge im National Register of Historic Places im Hancock County (West Virginia) enthält alle im Hancock County, West Virginia in das National Register of Historic Places eingetragenen Gebäude, Bauwerke, Objekte, Stätten oder historischen Distrikte.
Diese Liste entspricht dem Bearbeitungsstand des National Park Service/National Register of Historic Places vom 27. September 2024.

## Legende
| NRHP | Historic Place |

## Aktuelle Einträge
| [ 2 ] | Name                                                        | Bild                                                        | Eintragsdatum                  | Lage                                                                                 | Ort            | Beschreibung |
| ----- | ----------------------------------------------------------- | ----------------------------------------------------------- | ------------------------------ | ------------------------------------------------------------------------------------ | -------------- | ------------ |
| 1     | Dunbar Recreation Center                                    | Dunbar Recreation Center                                    | 22. Juli 2021 ID-Nr. 100006740 | 300 Kessell St. 40° 24′ 45″ N, 80° 35′ 3,8″ W                                        | Weirton        |              |
| 2     | First National Bank-Graham Building                         | First National Bank-Graham Building                         | 2. Nov. 2000 ID-Nr. 00001312   | 100 N. Chester St. 40° 29′ 53,9″ N, 80° 36′ 34,9″ W                                  | New Cumberland |              |
| 3     | Johnston-Truax House                                        | Johnston-Truax House                                        | 23. Sep. 1993 ID-Nr. 93000611  | 209 Seneca St. 40° 25′ 34″ N, 80° 33′ 27″ W                                          | Weirton        |              |
| 4     | Marland Heights Park and Margaret Manson Weir Memorial Pool | Marland Heights Park and Margaret Manson Weir Memorial Pool | 15. Nov. 1993 ID-Nr. 93001230  | an der Straßenkreuzung Williams Dr. und Riverview Dr. 40° 24′ 14″ N, 80° 35′ 58,9″ W | Weirton        |              |
| 5     | Marshall House                                              | Marshall House                                              | 12. März 2001 ID-Nr. 01000263  | 1008 Ridge Avenue 40° 29′ 47″ N, 80° 36′ 15,8″ W                                     | New Cumberland |              |
| 6     | James F. Murray House                                       | James F. Murray House                                       | 12. Juli 1990 ID-Nr. 90001066  | 530 Louisiana Avenue 40° 36′ 42,1″ N, 80° 33′ 42,1″ W                                | Chester        |              |
| 7     | People's Bank                                               | People's Bank                                               | 17. März 1995 ID-Nr. 95000253  | 3383 Main St. 40° 24′ 5″ N, 80° 35′ 3,1″ W                                           | Weirton        |              |
| 8     | Dr. George Rigas House                                      | Dr. George Rigas House                                      | 21. Apr. 2004 ID-Nr. 04000358  | 3412 West St. 40° 24′ 14″ N, 80° 35′ 26,2″ W                                         | Weirton        |              |
| 8     | Peter Tarr Furnace Site                                     | Peter Tarr Furnace Site                                     | 1. Jan. 1976 ID-Nr. 76001935   | Kings Creek Road, nördlich von Weirton 40° 26′ 14,6″ N, 80° 34′ 22,1″ W              | Weirton        |              |
| 9     | Waterford Park                                              | weitere Bilder                                              | 12. Dez. 2002 ID-Nr. 02001528  | West Virginia Route 2 40° 34′ 49,1″ N, 80° 39′ 42,1″ W                               | Newell         |              |
| 10    | William E. Wells House                                      | William E. Wells House                                      | 23. Apr. 2009 ID-Nr. 09000244  | 372 Virginia Terr. 40° 36′ 52,9″ N, 80° 36′ 4″ W                                     | Newell         |              |

## Ehemalige Einträge
| [ 2 ] | Name           | Bild | Eintragsdatum                | Lage                                                | Ort            | Beschreibung                                             |
| ----- | -------------- | ---- | ---------------------------- | --------------------------------------------------- | -------------- | -------------------------------------------------------- |
| 1     | Old Courthouse |      | 2. Juli 1973 ID-Nr. 73001902 | High and Elm Streets 40° 31′ 50,2″ N, 80° 34′ 35″ W | New Manchester | Gebäude nicht erhalten, bzw. abgerissen am 4. Juni 1986. |